# Erika Dunkelmann
Erika Dunkelmann (geb. Erika Allwart, * 17. November 1913 in Rostock; † 14. Februar 2000 in Tessin, Mecklenburg-Vorpommern) war eine deutsche Theater- und Filmschauspielerin.

## Leben und Werk
Nach umfangreicher Theaterarbeit in Rostock verschob sich ihr Arbeitsschwerpunkt immer mehr zu den frühen DEFA-Filmen und Produktionen des Deutschen Fernsehfunks (DFF) der DDR. Ihre erste Filmrolle hatte sie 1953/1954 im DEFA-Film Gefährliche Fracht, es folgte 1954 Ernst Thälmann – Sohn seiner Klasse von Kurt Maetzig; auch in der Fortsetzung Ernst Thälmann – Führer seiner Klasse (1955) spielte sie mit. Gute Kritiken erwarb sie sich im DEFA-Zweiteiler Schlösser und Katen, wiederum von Kurt Maetzig (1957). Die Mitwirkung in heiteren Stoffen wie Maibowle (1959) und Silvesterpunsch (1960) steigerte ihre Popularität. Ab 1970 leitete sie vier Jahre lang die Rostocker Schauspielschule.
In den Thälmann-Filmen sowie in Schlösser und Katen spielte auch ihr Ehemann Kurt Dunkelmann mit.
Erika Dunkelmann und ihr Mann fanden auf dem Schifferfriedhof in Ahrenshoop die letzte Ruhe.

## Filmografie (Auswahl)
- 1954: Ernst Thälmann – Sohn seiner Klasse
- 1954: Gefährliche Fracht
- 1954: Das geheimnisvolle Wrack
- 1954: Stärker als die Nacht
- 1955: Ernst Thälmann – Führer seiner Klasse
- 1956: Der Teufelskreis
- 1956: Genesung
- 1956: Besondere Kennzeichen: keine
- 1956: Eine Berliner Romanze
- 1957: Schlösser und Katen (Zweiteiler)
- 1957: Bärenburger Schnurre
- 1957: Alter Kahn und junge Liebe
- 1957: Berlin – Ecke Schönhauser…
- 1958: Ein Mädchen von 16 ½
- 1958: Klotz am Bein
- 1958: Das Stacheltier – Mutters Geburtstag (Kurzfilm)
- 1959: Der verlorene Ball (Kurzfilm)
- 1959: Maibowle
- 1960: Schritt für Schritt
- 1960: Silvesterpunsch
- 1961: Der Arzt von Bothenow
- 1961: Der Traum des Hauptmann Loy
- 1961: Eine Handvoll Noten
- 1962: Das verhexte Fischerdorf
- 1962: Lyudi i zveri (Menschen und Tiere)
- 1962: Altweibersommer
- 1963: Die Glatzkopfbande
- 1963: Sonntagsfahrer
- 1964: Die Hochzeit von Länneken
- 1965: Solange Leben in mir ist
- 1964: Die Mutter und das Schweigen (TV)
- 1967: Ein Lord am Alexanderplatz
- 1968: Mitten im kalten Winter (TV)
- 1969: Unbekannte Bürger (TV)
- 1970: Ein Strauß roter Rosen (TV)
- 1970: Jeder stirbt für sich allein
- 1971: Mein Freund (TV)
- 1972: Trotz alledem!
- 1973: Der Mann (TV)
- 1974: Das Mädchen Malle (TV)
- 1974: Die Richterin (TV)
- 1975: Pirat mit Hindernissen (TV)
- 1976: Ohne Märchen wird keiner groß (TV)
- 1980: Dach überm Kopf

## Hörspiele
- 1957: Bernhard Seeger: Wo die Nebel weichen – Regie: Lothar Dutombé (Rundfunk der DDR)

## Ehrungen
- 1954: Vaterländischer Verdienstorden in Bronze
- 1966: Nationalpreis der DDR
- 1966: Silberner Lorbeer des Deutschen Fernsehfunks für Die Mutter und das Schweigen[1]
- 1969: Kunstpreis der DDR
- 1974: Vaterländischer Verdienstorden in Silber